# Rojewo (gemeente)
De gemeente Rojewo is een landgemeente in het Poolse woiwodschap Koejavië-Pommeren, in powiat Inowrocławski.
De zetel van de gemeente is in Rojewo.
Op 30 juni 2004 telde de gemeente 4591 inwoners.

## Oppervlakte gegevens
In 2002 bedroeg de totale oppervlakte van gemeente Rojewo 120,21 km², waarvan:
- agrarisch gebied: 76%
- bossen: 17%

De gemeente beslaat 9,81% van de totale oppervlakte van de powiat.

## Demografie
Stand op 30 juni 2004:
| Omschrijving                   | Totaal | Totaal | Vrouwen | Vrouwen | Mannen | Mannen |
| ------------------------------ | ------ | ------ | ------- | ------- | ------ | ------ |
| eenheid                        | aantal | %      | aantal  | %       | aantal | %      |
| inwoners                       | 4651   | 100    | 2310    | 50,3    | 2281   | 49,7   |
| bevolkingsdichtheid (inw./km²) | 38,2   | 38,2   | 19,2    | 19,2    | 19     | 19     |

In 2002 bedroeg het gemiddelde inkomen per inwoner 1439,8 zł.

## Administratieve plaatsen (sołectwo)
Dąbie-Leśnianki, Dobiesławice, Glinno Wielkie, Jaszczołtowo, Jurańcice, Liszkowice, Liszkowo-Budziaki, Mierogonowice, Osiek Wielki, Płonkowo, Płonkówko, Rojewice-Zawiszyn, Rojewo, Ściborze, Topola, Wybranowo, Żelechlin.

## Overige plaatsen
Dąbrowa Mała, Glinki, Jezuicka Struga, Łukaszewo, Magdaleniec, Osieczek, Stara Wieś.

## Aangrenzende gemeenten
Gniewkowo, Inowrocław, Nowa Wieś Wielka, Solec Kujawski, Wielka Nieszawka, Złotniki Kujawskie